# Anthophora arthuri
Anthophora arthuri är en biart som beskrevs av Cockerell 1906. Anthophora arthuri ingår i släktet pälsbin, och familjen långtungebin. Inga underarter finns listade i Catalogue of Life.